# 19707 Tokunai
19707 Tokunai este un asteroid din centura principală de asteroizi.

## Descriere
19707 Tokunai este un asteroid din centura principală de asteroizi. A fost descoperit pe 8 octombrie 1999 la Nanyo de Tomimaru Okuni. El prezintă o orbită caracterizată de o semiaxă mare de 2,25 ua, o excentricitate de 0,19 și o înclinație de 4,7° în raport cu ecliptica.